# Главник (Бандулић)
Главник  је археолошко налазиште које се налази у месту Бандулић, општина Липљан. Локалитет је откривен јужно од пута Добротин - Липљан. Налази се датују у период  праисторије, антике и касне антике.